# Červený Dvůr (Hradec Králové)
 Červený Dvůr (Červený Dvůr čp. 62) je venkovský barokní dvorec z let 1789–1790 nacházející se na okraji zahrádkářské kolonie ve Farářství. Zde býval původně stejnojmenný les, který byl prodán Josefu Vostiniovi. Po vyklučení zde majitel pozemku postavil selský dvůr čp. 1, který se v roce 2016 stal kulturní památkou.

## Historie
Na místě dnešního Červeného dvora stával dříve les Farářství a v jeho blízkosti stejnojmenný rybník, který patřil k faře kostela sv. Anny. Té patřila i část lesa při sousední městské bažantnici. Později tyto pozemky přešly pod správu minoritského kláštera a kostela sv. Anny v Kuklenách. Roku 1789 byl tamní klášter zrušen a jeho majetky postupně rozprodávány.

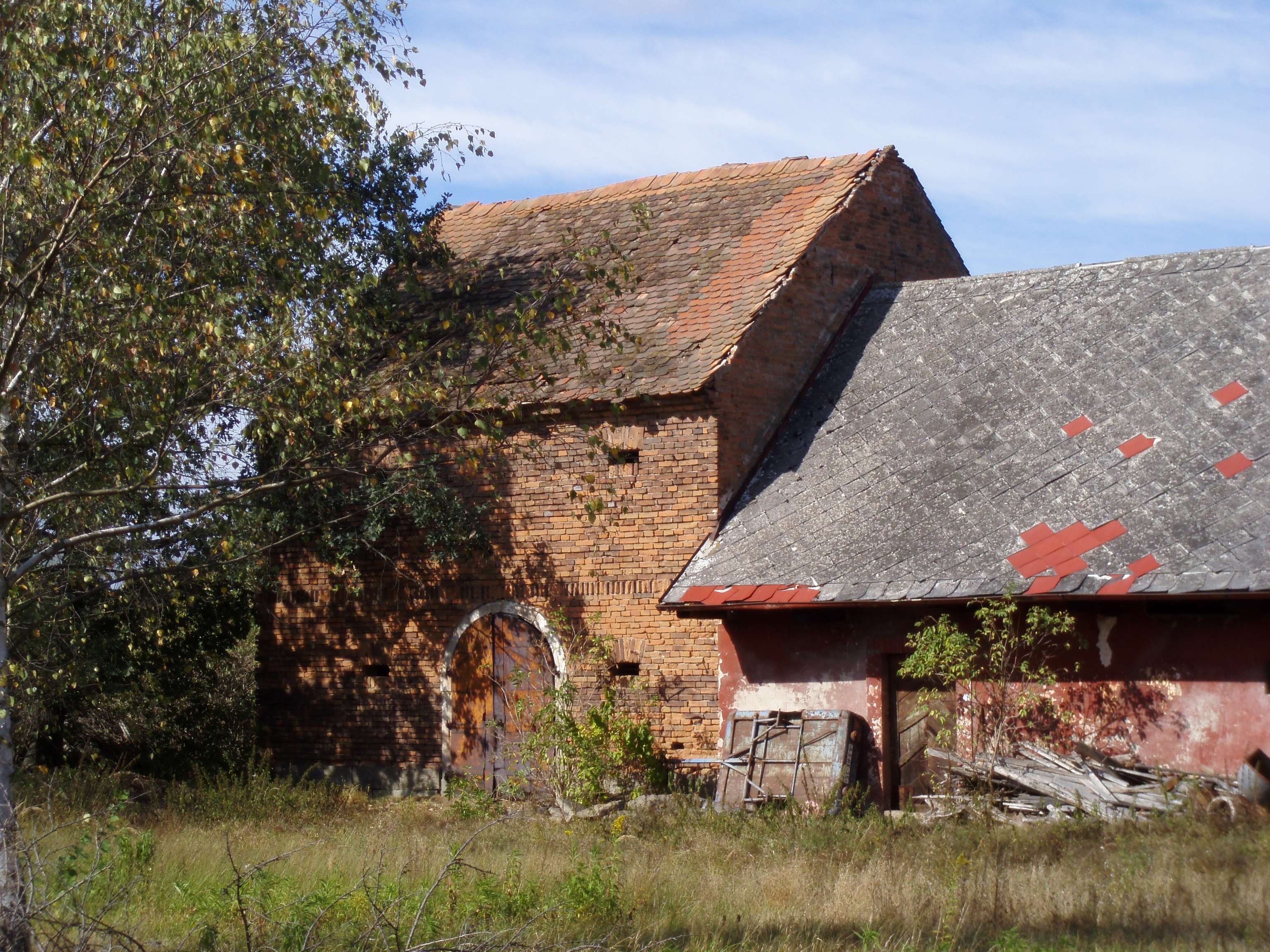
Pohled na sýpku z roku 1870

V následujícím roce byl les Farářství o výměře 39 jiter 1261 čtverečních sáhů prodán Josefu Vostiniovi, a to za 1800 zl. Zároveň směl s povolením města vyhubit všechny zde se nalézající bažanty. Většina lesa byla následně vykácena a na jeho části byl vybudován v barokním slohu selský dvůr, který nesl čp. 1., dříve byl též nazýván Šostenským dvorem. Název Šostenský dvůr vznikl z pojmu šosovní dvůr.
Po krátké době všechny tyto majetky změnily majitele, neboť je zakoupil Ferdinand Scherer. V roce 1813 byl majitelem Červeného dvora František Uhlíř a o 23 let později je jako jeho vlastník zmiňován Wilhelm Freiherr von Pierse. Rozdělením dvora vznikly později Přední a Zadní Šosteny. Po bitvě na Chlumu kolem dvora ustupovali saští i rakouští vojáci, z nichž někteří se ve dvoře občerstvili.
Postupem času se majitelé dvora začali rychle střídat. V roce 1870 nechal Václav Píša postavit novou sýpku, přičemž jeho žádost je datována 19. března téhož roku. Ve 20. letech 20. století byla majitelkou nemovitosti Matylda Eiseltová, vdova po univerzitním profesorovi chirurgie a patologie MUDr. Bohumilu Janu Eiseltovi, která zemřela v roce 1926. Svého času tu pobýval též obecní antoušek. Výhodou častých vlastnických změn bylo to, že byl celý objekt zachován v původním stavu, i když nezájem o jeho údržbu se na něm projevil. Dne 29. září 2016 byl spolu s chlévy, výměnkem a obilnou sýpkou prohlášen kulturní památkou.
K objektu se váže řada pověstí a pohádek, jež byly sepsány např. F. L. Sálem a J. V. Tolmanem.

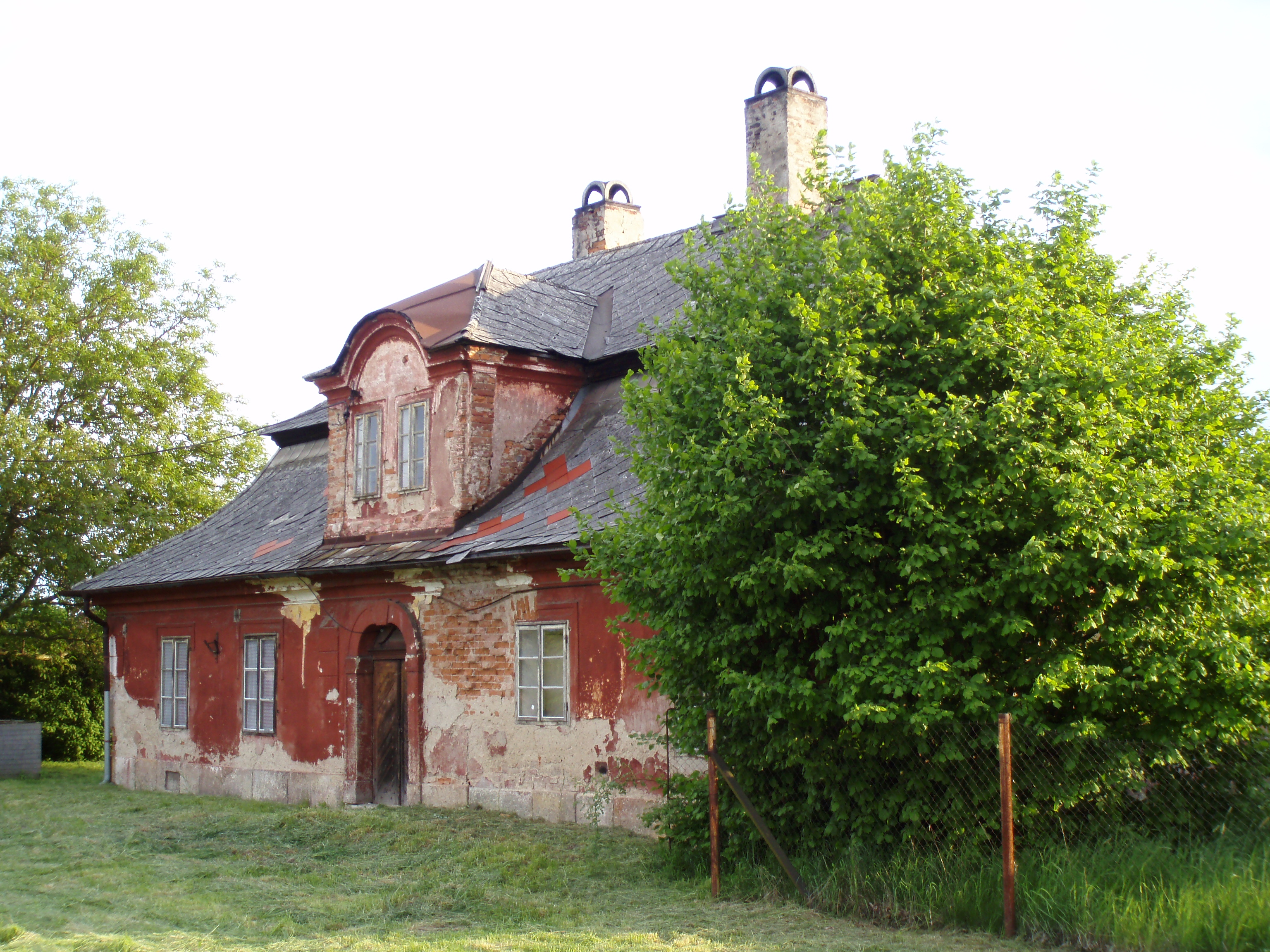
Výměnek

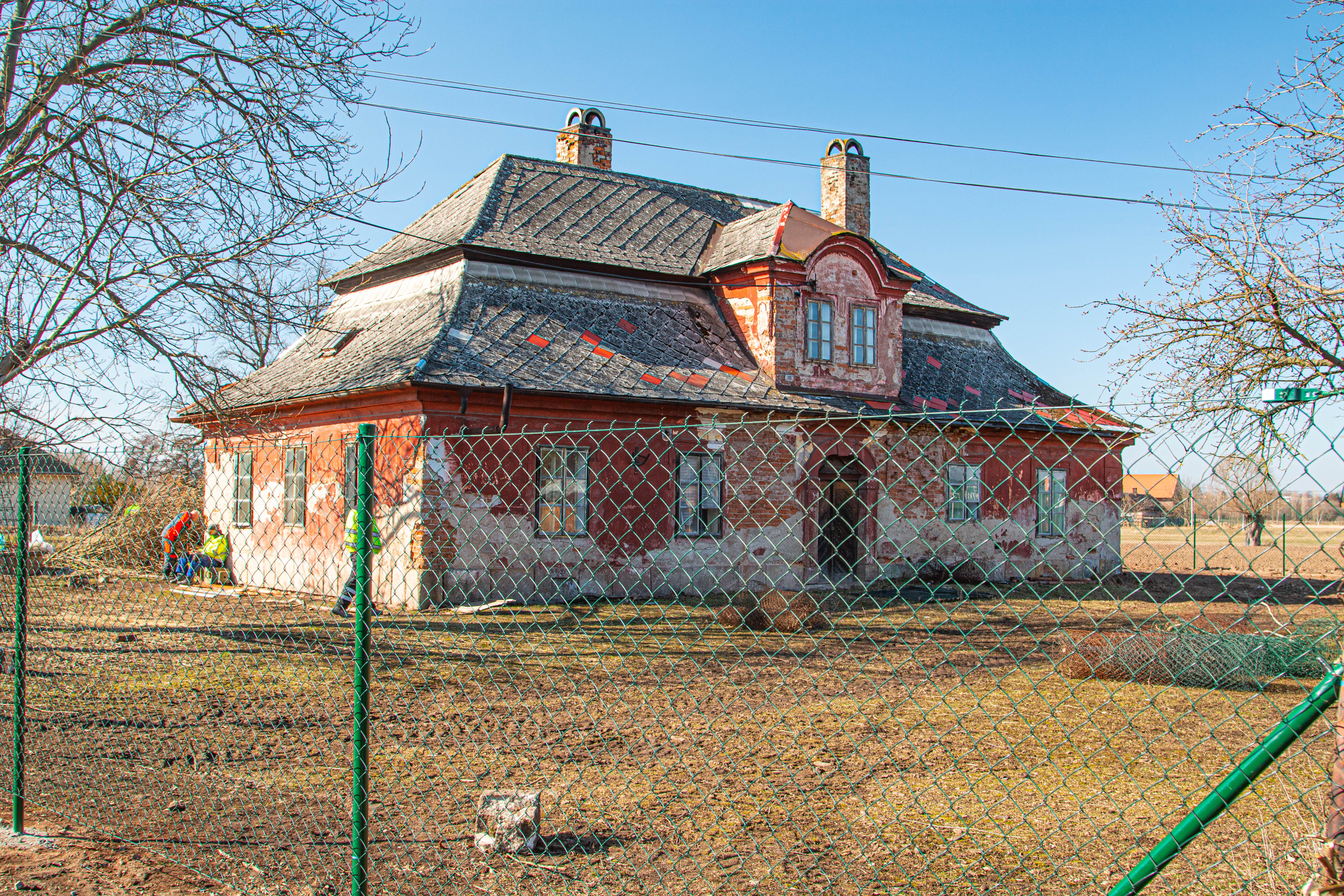
Červený dvůr v roce 2022

## Popis stavby
Stylově pozdně barokní a klasicistní objekty původně ze čtyř stran obestavěného dvora, z nichž výměnek má mansardovou střechu. Doklad typu osídlení typického pro předpolí královéhradecké pevnosti. Budovy byly mnoho let na okraji zájmu. V poslední době zde často přebývali bezdomovci, kteří stavebně-technický stav areálu ještě zhoršili.